# 그란 트랙 10
그란 트랙 10(Gran Trak 10)은 아타리가 자회사 사이언 엔지니어링을 통해 개발한 아케이드 경주 게임이며, 1974년 5월 아타리에 의해 발매되었다. 게임에서 싱글 플레이어는 레이스 트랙을 따라 차를 운전하며, 시야는 위에서 보면서 철탑벽들을 피하면서 시간이 경과하기 전에 가능한 많은 체크포인트를 통과하는 것을 시도한다. 이 게임은 자동차 핸들, 액셀 페달, 브레이크 페달, 기어 스틱을 통해 컨트롤되며 자동차가 철탑에 맞으면 자동차는 충돌하고 회전하게 된다.